# Маркиз Абергавенни

Герб Невиллов — баронов, графов и маркизов Абергавенни

Маркиз Абергавенни (англ. Marquess of Abergavenny) — британский пэрский титул, существующий с 1876 года, который носят представители рода Невиллов. В настоящее время маркизы Абергавенни владеют также титулами графа Льюиса, графа Абергавенни и виконта Невилла. В качестве титула учтивости наследник маркиза Абергавенни использовал титул «граф Льюис». До 1938 года маркизы Абергавенни носили также титул барона Абергавенни.

## История титула
Титул был создан в Пэрстве Соединённого королевства 14 января 1876 года для Уильяма Невилла, 5-го графа Абергавенни. Одновременно был создан титул «граф Льюис» (в Суссексе), который использовал наследник графа Абергавенни в качестве титула учтивости.  Центром владений графов Абергавенни был замок Эридж (Монмутшир, Уэльс).
В настоящий момент титул маркиза и графа Абергавенни носит Кристофер Джордж Чарльз Невилл, 6-й маркиз Абергавенни, сын лорда Руперта Чарльза Монтегю Невилла, унаследовавший титул в 2000 году после смерти дяди, Джона Генри Гая Невилла, 5-го маркиза Абергавенни, оставившего только дочерей (его единственный сын умер в 1965 году). Поскольку у 6-го маркиза нет сыновей, то наследников титулов маркиза Абергавенни и графа Льюиса не существует. Наследником же титулов графа Абергавенни и виконта Невилла является Дэвид Майкл Ральф Невилл (род. 20 июня 1941), потомок Ральфа Пелэма Невилла, потомок Уильяма Невилла, 4-го графа Абергавенни.

## Маркизы Абергавенни и графы Льюис
- 1876—1915: Уильям Невилл (16 сентября 1826 — 12 декабря 1915), 5-й граф Абергавенни, 5-й виконт Невилл и 19/21-й барон Абергавенни с 1868, 1-й маркиз Абергавенни и 1-й граф Льюис с 1876, лорд-лейтенант Суссекса в 1892—1905, мировой судья в Кенте и Монмуте, сын предыдущего[1]
- 1915—1927: Реджинальд Уильям Брэнсби Невилл (4 марта 1853 — 13 октября 1927), граф Льюис в 1876—1915, 2-й маркиз Абергавенни, 2-й граф Льюис, 6-й граф Абергавенни, 6-й виконт Невилл и 20/22-й барон Абергавенни с 1915, лейтенант, сын предыдущего[4]
- 1927—1938: Генри Гилберт Ральф Невилл (2 сентября 1854 — 10 января 1938), 3-й маркиз Абергавенни, 3-й граф Льюис, 7-й граф Абергавенни, 7-й виконт Невилл и 21/23-й барон Абергавенни с 1927, лейтенант-полковник, брат предыдущего[5]
- 1938—1954: Гай Темпл Монтегю Ларнак-Невилл (15 июля 1883 — 30 марта 1954), 4-й маркиз Абергавенни, 4-й граф Льюис, 8-й граф Абергавенни, 8-й виконт Невилл с 1938, племянник предыдущего[6]
- 1954—2000: Джон Генри Гай Невилл (8 ноября 1914 — 23 февраля 2000), 5-й маркиз Абергавенни, 5-й граф Льюис, 9-й граф Абергавенни, 9-й виконт Невилл с 1954, директор холдинга «Массей-Фергюссон» в 1955—1985, директор Ллойдс банк с 1962—1985, рыцарь ордена Подвязки с 1974, канцлер ордена Подвязки в 1977—1994, рыцарь ордена госпитальеров с 1974, сын предыдущего[7]
  - Генри Джон Монтегю Невилл (2 февраля 1948 — 2 апреля 1965), граф Льюис с 1954, сын предыдущего[8]
- с 2000: Кристофер Джордж Чарльз Невилл (род. 23 апреля 1955), 6-й маркиз Абергавенни, 6-й граф Льюис, 10-й граф Абергавенни, 10-й виконт Невилл с 2000, заместитель председателя совета Восточного Суссекса по военным делам с 2011, племянник 5-го маркиза[2]